# Lébade

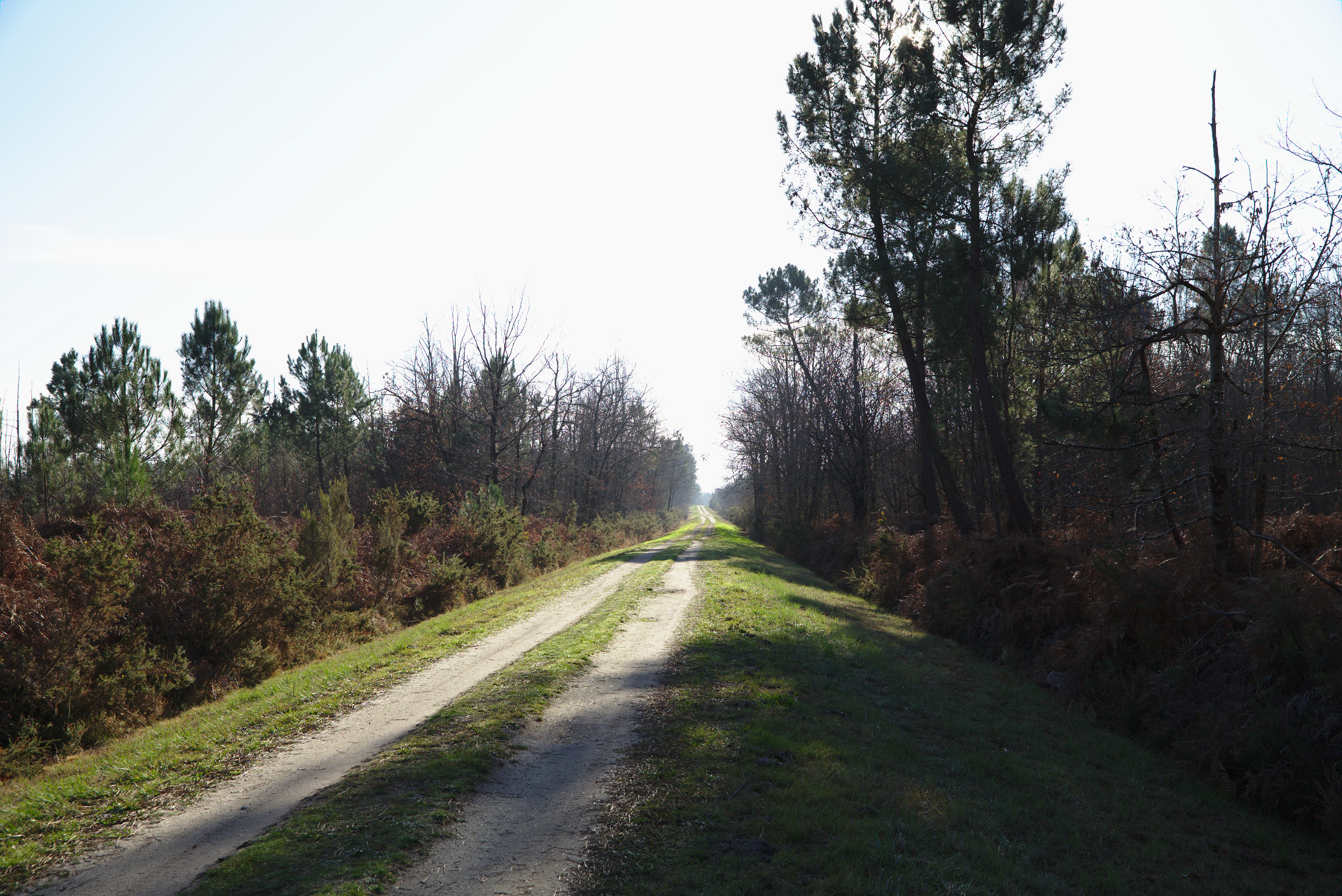
La lébade conservée comme pare-feu à Avensan.

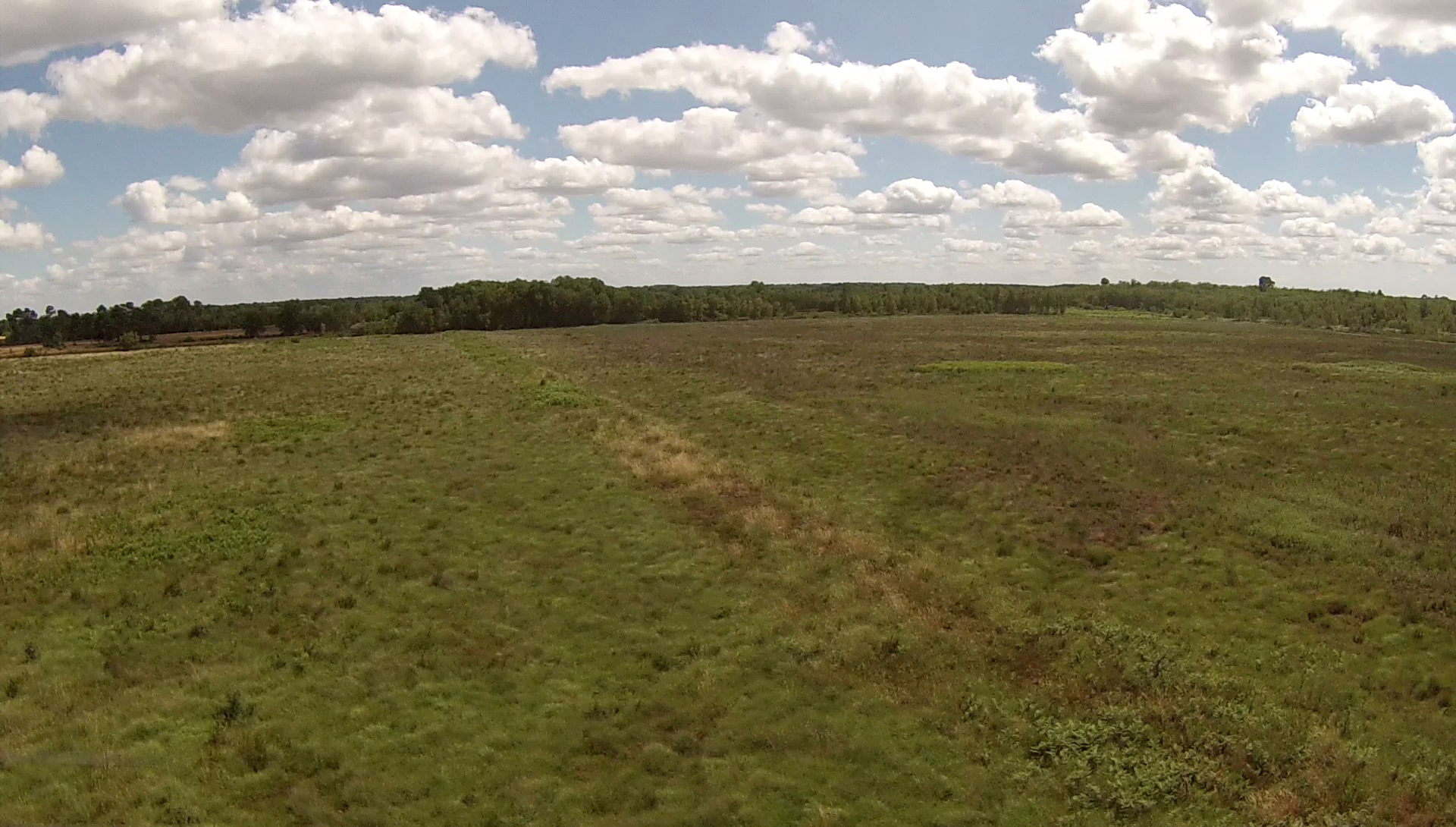
Le tracé de la lébade reste bien visible entre le golf du Médoc et la zone industrielle d'Arsac.

« Lébade » est un mot d'origine gasconne (on écrit aussi levade) signifiant « levée (de terre) », utilisé dans le département de la Gironde pour désigner des  voies anciennes connues depuis l'époque médiévale.
Ces voies ne sont pas des chaussées empierrées comme les voies romaines, mais de simples élévations de terre (d'où leur nom), larges d'une dizaine de mètres et bordées de fossés, qui permettaient aux voyageurs de traverser à pied sec les landes humides de Gascogne.
Par défaut, ce terme de « Lébade » s'applique à la voie qui reliait Bordeaux à Soulac. Mais il existe aussi d'autres lébades comme celle reliant Bordeaux au pays de Buch puis La Mothe aux lacs landais. Enfin, il est possible que les toponymes La Lébade (par ex. : au Temple) signalent d'anciennes voies moins connues. 
Leur itinéraire précis reste sujet à interprétation, car leur empreinte au sol n'a généralement pas résisté aux activités humaines, sauf quand un chemin en perpétue l'usage. Toutefois, la documentation historique, le cadastre napoléonien ou d'anciennes cartes donnent de précieuses indications que la toponymie peut renforcer. Enfin les images satellitaires laissent encore transparaitre quelques traces de l'ouvrage alors que plus rien ne se voit du sol.

## Lébade du Médoc

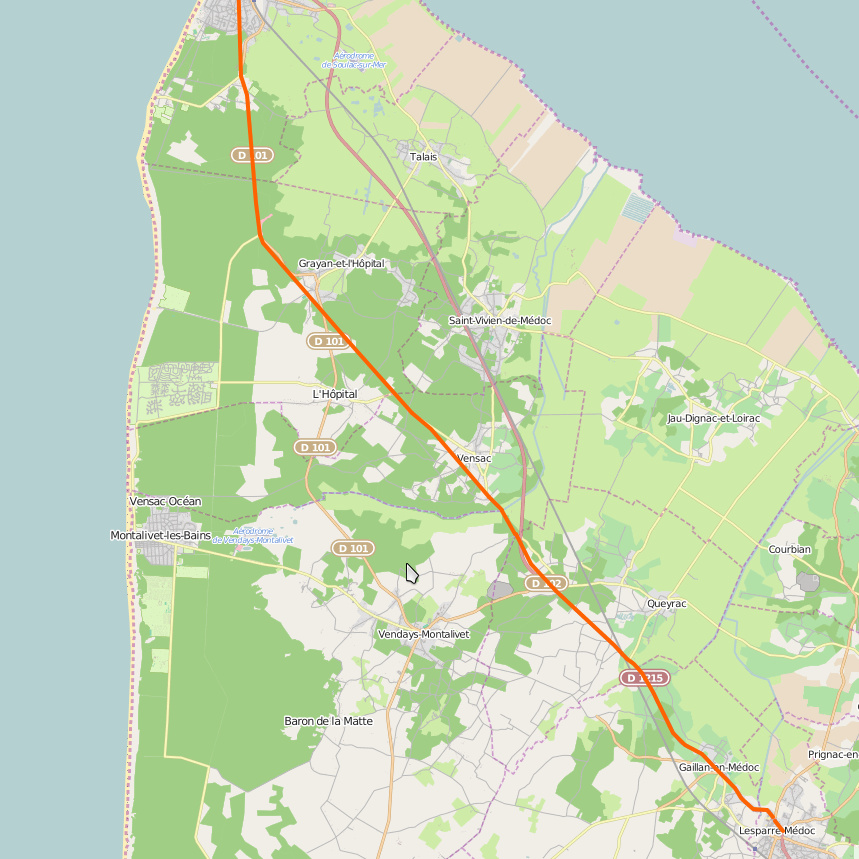
La Lébade de Lesparre à Soulac.

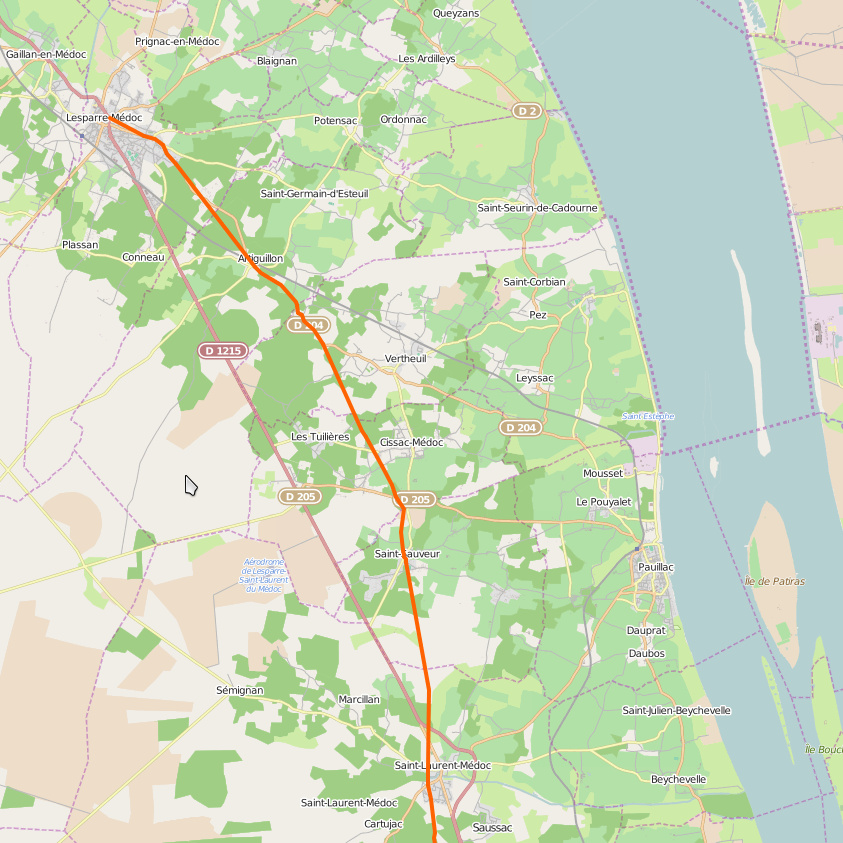
L'itinéraire est par Artiguillon.

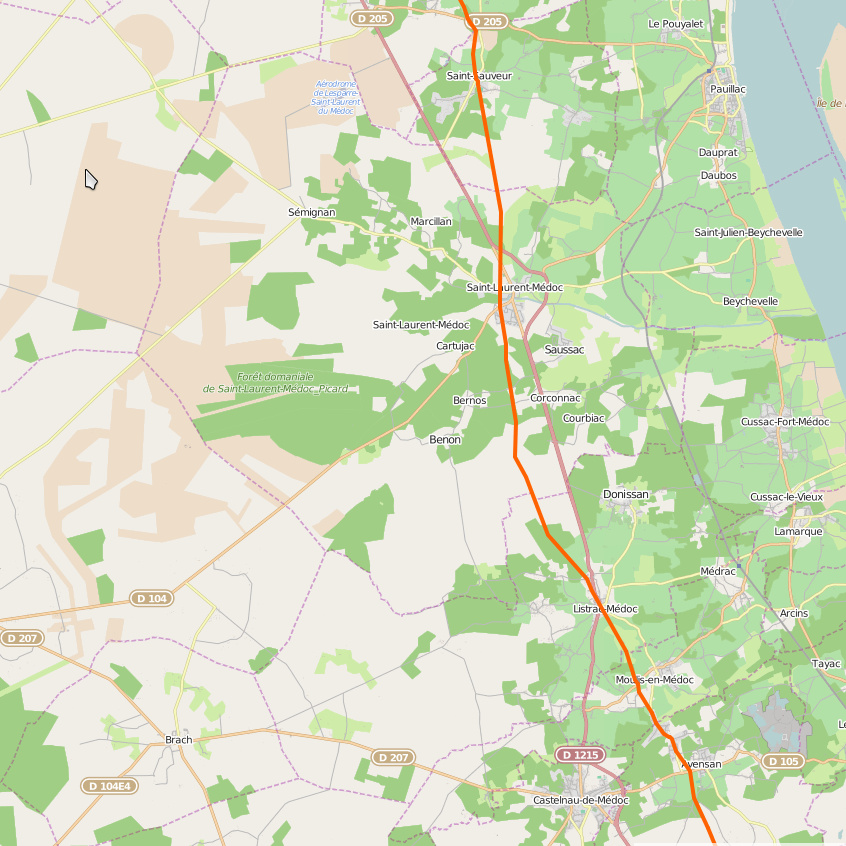
Tronçon d'Avensan à Saint-Sauveur.

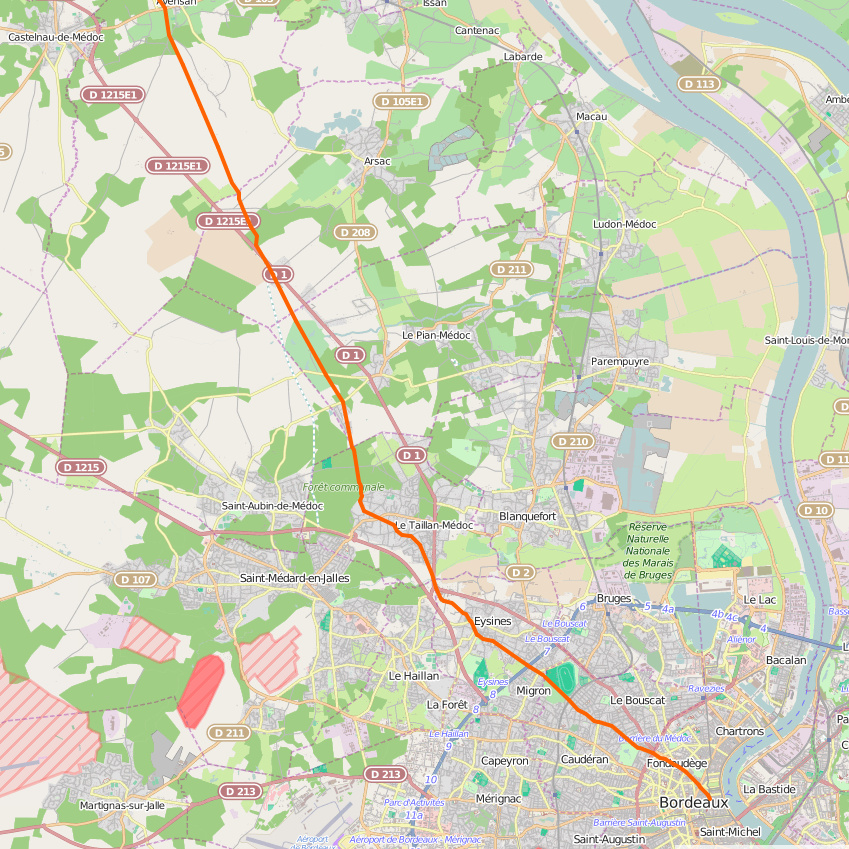
La Lébade à Bordeaux

La Lébade du Médoc, également connue sous les noms de Grand camin bourdelès ou Magna via de Solaco (grand chemin de Soulac), était le chemin qui desservait le Médoc en reliant Bordeaux à Soulac. Elle passait par Avensan alors que la route actuelle lui a préféré Castelnau-de-Médoc. Les étapes suivantes restent Saint-Laurent-Médoc et Lesparre. Le dernier tronçon jusqu'à Soulac était connu sous le nom de chemin de la Reyne.

### Mentions anciennes
La Lébade du Médoc est mentionnée explicitement dans :
- la légende de Cenebrun[Note 3], consignée dans le livre des bouillons ;
- la carte de Claude Masse (1708, carte du Médoc à l'échelle 1/28800)[Note 4]. ;
- Plan géométrique des landes de Birac, du XVIIIe siècle où elle figure au côté du « nouveau grand chemin de Soulac à Bordeaux » édifié par Tourny en 1747 ;
- cadastre napoléonien du Pian-Médoc (XIXe siècle), sous le nom d'ancienne levée de Médoc à Bordeaux ;

et indirectement dans :
- la carte du Bourdelois, du Périgord et des provinces voisines de Guillaume Delisle (1714 ; cf. image ci-dessous) ; cette carte, moins rigoureuse sur la position des villages que les cartes de la fin du XVIIIe siècle, montre le tracé rectiligne d'une route reliant Bourdeaux à lEsparre en passant par Eisines, Le Taillan, Loins (Louens)[Note 5], les Ormes[Note 6], Listrac, S Laurent (en laissant Valac (Balac) sur sa droite) et S Martin de la Caußade ;
- la Carte de Belleyme (carte à l'échelle 1/43200 de la seconde moitié du XVIIIe siècle), qui en révèle le tracé de Lesparre à Soulac ;
- cadastre napoléonien d'Avensan[Note 7] (1826) ;
- carte IGN au 1/25000 de Bordeaux, édition de 1990[Note 8].

En 1965, J. Clémens la décrit (à Arsac) en ces termes : « Des fossés la bordent et des fougères la recouvrent : elle a environ sept mètres de large et un mètre de haut à son point le plus élevé ».
Voici ce qu'en dit l’abbé Baurein, au XVIIIe siècle : « Avant que feu M. de Tourny père, ci-devant Intendant de Bordeaux, eût ouvert cette route qui conduit à Castelnau, à Lesparre et à l'extrémité du Médoc, il en existoit une autre très-ancienne, qui traversait également les landes d'Arsac, en passant de là au lieu des Ormes dans la Paroisse de Moulix, ensuite à Saint-Laurent et de là dans le Bas-Médoc. Il subsiste dans Arsac et dans plusieurs autres Paroisses des vestiges sensibles de cette ancienne route, qui est connue dans la Paroisse dont il est ici question, sous la dénomination Gasconne de levade, c'est-à-dire levée, qui se fait connoître par une espèce de dos d'âne qu'on remarque dans ces landes. »

### Itinéraire
L’itinéraire reconstruit de cette voie est le suivant :
- elle quitte le Bordeaux d'époque par la porte médoque (Porta medoca), à l'extrémité nord de la rue Sainte-Catherine, et s'oriente au Nord-Ouest en empruntant ce qui va devenir la rua deu Burga puis les allées de Tourny, au bout desquelles elle franchit la nouvelle barrière Saint-Germain (Porta Sent-German).
- elle se dirige vers Eysines[Note 9] et le Taillan en devenant les actuelles rue Fondaudège, rue Croix de Séguey, rue Ulysse Gayon, l'avenue d'Eysines puis du Taillan-Médoc. La Jalle était franchie à Jalepont comme aujourd'hui.
- au Taillan-Médoc, la Lébade dessert le quartier nommé La Caussade (« la chaussée ») puis s’oriente à l'Ouest en suivant la rue de la Caussade, le chemin de Germignan puis de Cante-Gric[5], avant de s'orienter plein nord au niveau du pavillon Duranteau[Note 10]. Là on perd sa trace jusqu'au Luget.
- le cadastre napoléonien nous enseigne que le coin sud-ouest de la commune du Pian est situé sur le tracé de la Lébade. Celle-ci traverse le lotissement du Luget en en suivant la voie d'accès. Elle se prolonge par un chemin dont le Golf du Médoc a conservé en partie la mémoire. Elle est coupée par la zone industrielle d'Arsac puis traverse la route du Médoc au niveau du Salzet où est prévu l'embranchement de la nouvelle pénétrante. Un peu plus loin, elle passait à proximité de l’ancienne chapelle de Birac avant de traverser le ruisseau de Laurina.
- la Lébade est conservée sur un court tronçon à Arsac, au nord de l'allée de Linas[Note 11], puis à Avensan sous la forme du pare-feu DFCI n° 18.
- à la croix de Villeranque, elle s'efface mais continuait pour franchir la Jalle de Tiquetorte[Note 12] en passant par un lieu-dit Les Ormes où se trouvait une auberge. Au XIXe siècle, elle y était jugée inutile et trop large (12 m). De Barrau, elle se dirigeait directement vers le bourg de Listrac. On pense qu'elle passait non loin du château L'Estage.
- de Listrac à Saint-Laurent-Médoc, elle passait par la rue de la Potence[Note 13] puis une passe nommée « ancienne route de Castelnau à Saint-Laurent »[Note 14] par le cadastre napoléonien. Elle devait continuer par la rive ouest de la Rouille de Houréna puis contourner par l'ouest le ruisseau du Pas de Loup et donc le centre de Saint-Laurent. On observe sur la carte de Delisle, qu'au début du XVIIIe siècle elle empruntait déjà l'axe actuel par le centre de Saint-Laurent.
- elle rejoint Saint-Sauveur par un chemin toujours présent[6] puis Lesparre par un itinéraire incertain. Deux options au moins sont plausibles et ont sans doute coexisté :
  - un cheminement ouest via la Mouline et la Caussade (donc un gué et un toponyme routier), selon un axe voisin de la route actuelle (D 1215) ;
  - un cheminement est, via le moulin de la Motte, les Gunes et Péris. Il rejoint le tracé de l'actuelle route D 204 ; c'est celui qui est visualisé ci-contre ;
- au-delà de Lesparre, la Lébade suit la route actuelle jusqu'au Gua (gué sur le chenal du Gua) puis continue en ligne droite jusqu'à la Graouse (selon un cheminement bordé au sud puis partiellement repris par la ligne à haute tension et appelé chemin rural n° 21 de la Reine), Martignan puis suit la D 101, quittant brutalement son orientation vers l'Amélie pour bifurquer vers le bourg de Soulac. Elle transite par Lilhan d'où elle rejoignait le Vieux Soulac en ligne droite[1].

### Datation
Il n'y a pas d'éléments tangibles permettant de dater cette route. On sait qu'elle existait lors de la fondation de l'église de Birac en 1179. Le chemin de la Reine est pour sa part mentionné en 1356. Toutefois, l'indépendance de son tracé vis-à-vis des églises des villages et de centres médiévaux aussi importants que Castelnau-de-Médoc ou l'Hôpital plaide pour une origine antérieure à l'époque médiévale ; de plus son orientation vers la pointe de la Négade où devait se trouver son terme originel et près duquel ont été trouvés des restes funéraires échelonnés de l'âge du bronze à l'époque gallo-romaine, pourrait suggérer une origine protohistorique. On note à ce titre, que dans les Landes, la voie littorale est documentée dès l’époque antique.
On rappelle que la lébade a été remplacée par la route actuelle en 1747 entre Bordeaux et Listrac, vraisemblablement avant 1714 pour la section entre Listrac et La Caussade et après publication de la carte de Belleyme pour la section entre Lesparre et Soulac.

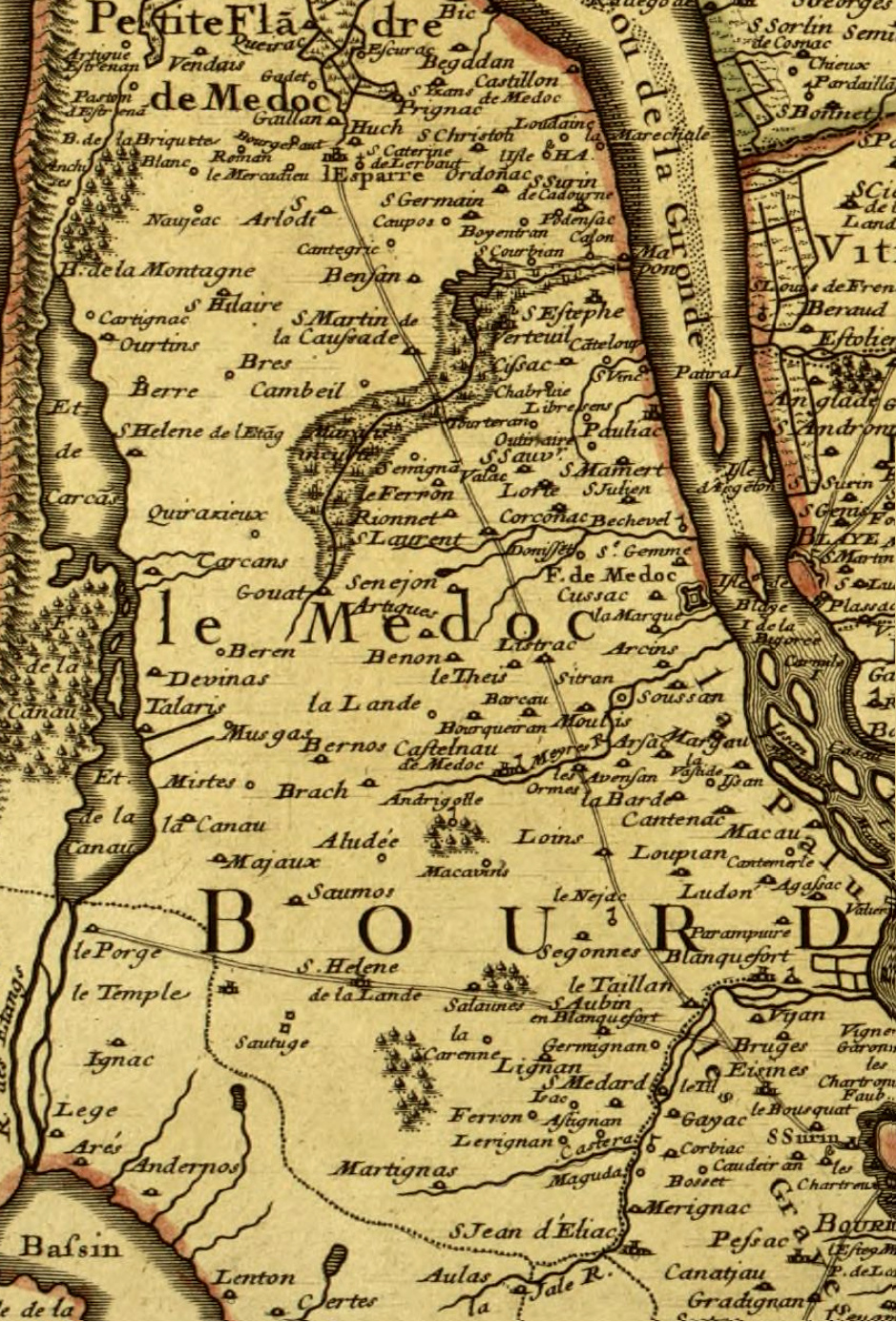
La lébade sur la carte de Guillaume Delisle
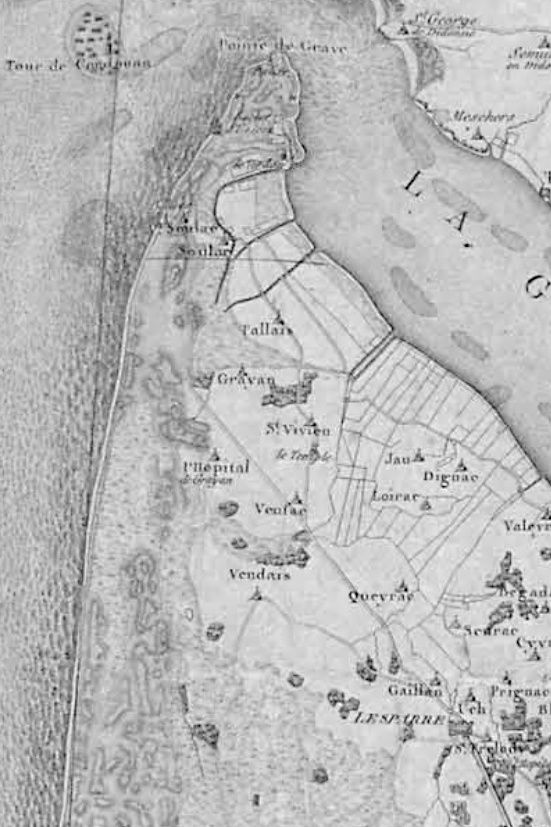
Le chemin de la Reine sur la carte de Belleyme
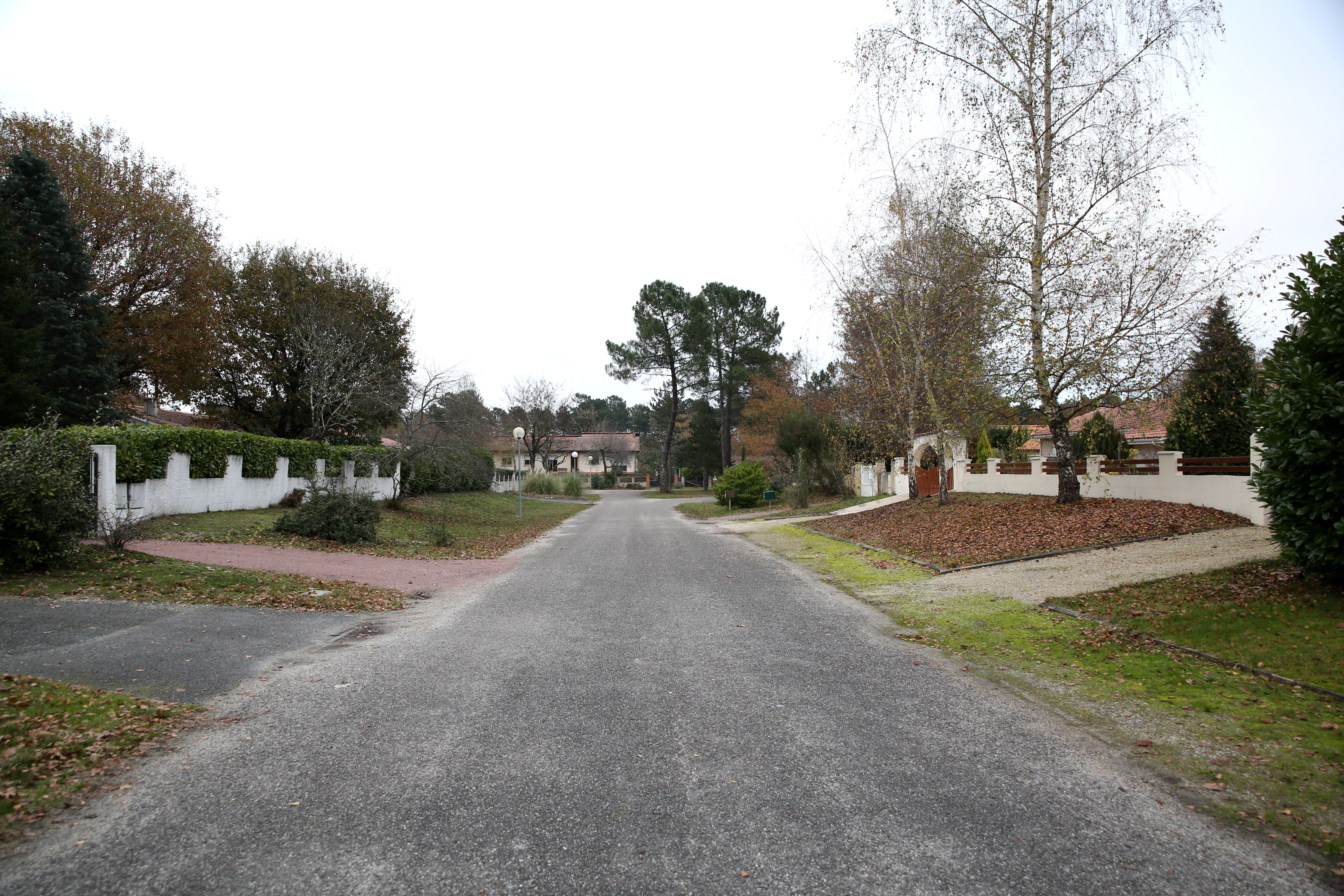
La Lébade coupée par le lotissement du Luget

### Autres routes du Médoc

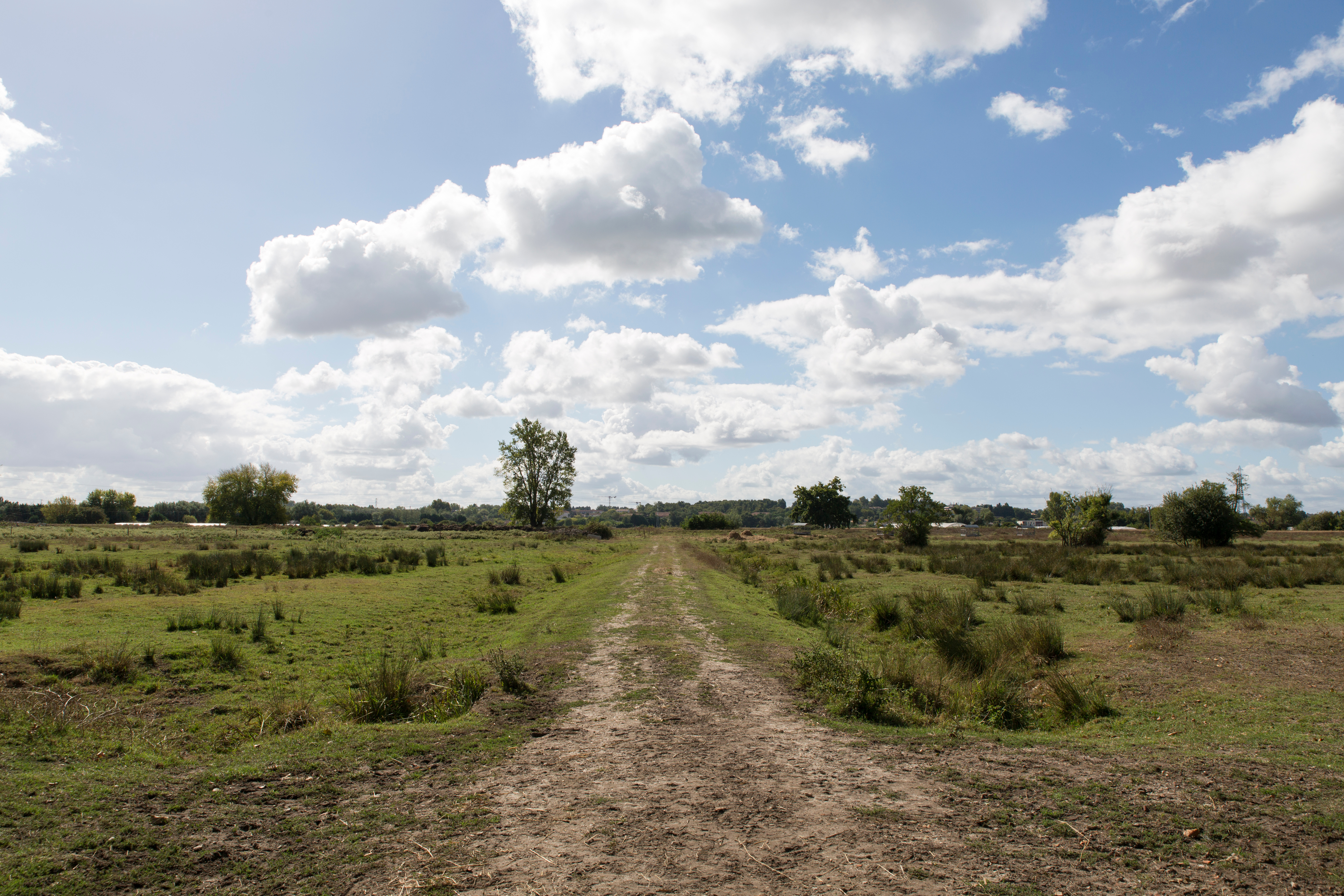
Lébade de Blanquefort au sud de la forteresse.

La lébade n'était pas le seul grand chemin en Médoc. Comme aujourd'hui, outre l'axe central que constituait la lébade, se trouvaient une voie littorale reliant au Moyen Âge Soulac à Bayonne et une voie située plus à l'est, desservant les villes en bordure de Gironde. Cet axe important était contrôlé par la forteresse de Blanquefort. 
Il faut signaler que François Vatar de Jouannet a confondu cette dernière route avec la lébade soutenant que celle-ci transitait par Parempuyre et Louens. De nombreux historiens ont diffusé cette thèse.
En fait le chemin de Blanquefort desservait comme l'actuelle D 210, Parempuyre, Ludon et Macau où des « vestiges de voie romaine » ont été exhumés au XIXe siècle . La « lébade de Blanquefort » reste bien visible (bien qu'abandonnée) entre la Tour de Gassies et la forteresse. Elle y sert de support à la limite entre les communes de Bruges et d'Eysines. Puis elle monte le coteau de Curégan par la rue de Guyenne pour se diriger vers l'église de Blanquefort, puis emprunter la rue Tastet-Girard.

## Lébade de Buch
La Lébade de Buch, ou Camin bougés (chemin bougès), mentionnée sous le nom d'ancienne levée sur la carte de Cassini comme sur la carte de Belleyme, reliait Bordeaux et Pessac à La Teste-de-Buch, ancienne capitale du pays de Buch avant le développement d'Arcachon.
Elle subsiste sous la forme de la « Voie Romaine » longeant l'A63 à Pessac. 
Elle est mentionnée sur le cadastre napoléonien de Biganos où elle est plus proche du ruisseau de la Canau que la départementale D 1250. Elle transitait par le village d'Argenteyre, l'actuel « Quartier Bas ». Sur la carte de Clavaux, en 1776, on la voit se diriger vers La Mothe sous l'appellation de chemin des Romains.
De là, le camin arriaou la prolonge dans les Landes pour constituer la voie littorale de l'axe Bordeaux-Astorga.

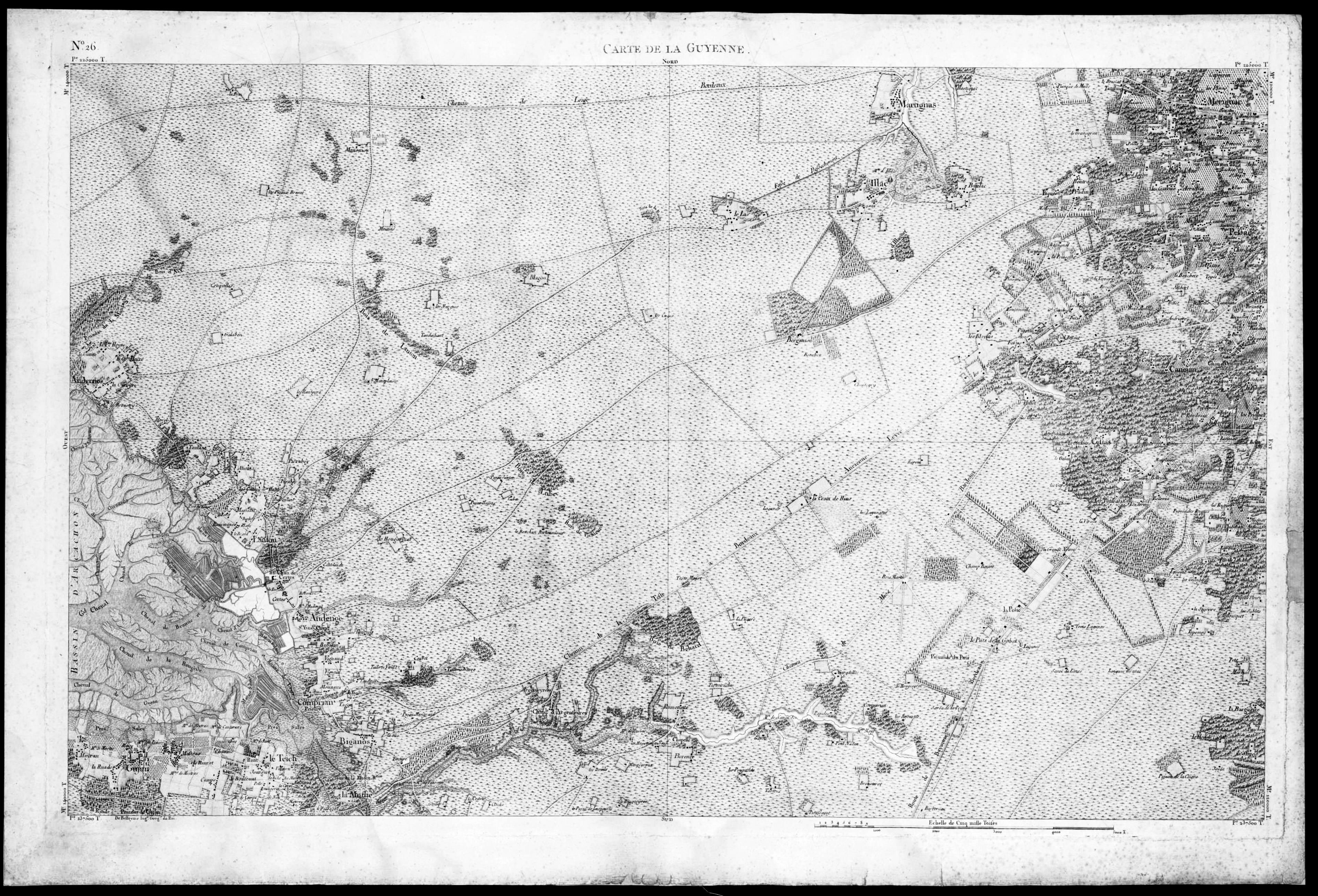
La lébade de Buch sur la carte de Belleyme
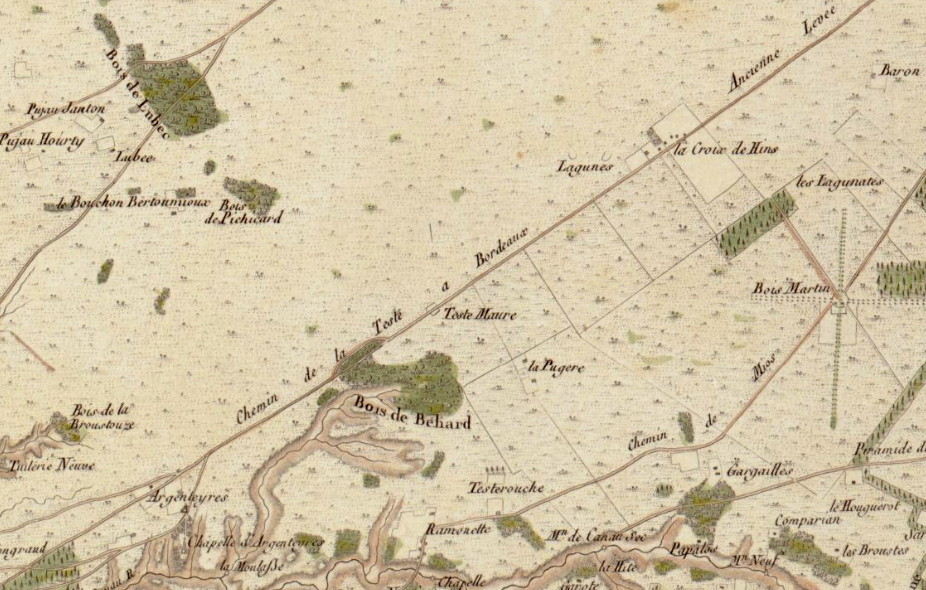
Ancienne levée sur la carte de Cassini